# I Love You (álbum de The Neighbourhood)
I Love You (estilizado como I Love You.) —en español: Te amo— es el álbum debut de la banda estadounidense The Neighbourhood, y fue lanzado mundialmente el 22 de abril de 2013 por la compañía discográfica Columbia Records. Los símbolos que aparecían en la portada fueron removidos recientemente debido a que este fue reeditado con un fondo en movimiento que se muestra mientras se reproduce en Spotify, esta reedicion también incluye un audio de mejor calidad.

## Antecedentes
Las canciones de este álbum expresa una serie de angustias. El hoy exbaterista Bryan Sammis explicó a la revista Coup De Main que "en el aspecto musical, todos nosotros tratamos de expresar nuestras propias emociones a través de los instrumentos, que no siempre es fácil de hacer, creo. Desde lo lírico, para Jesse (Rutherford), y es lo que realmente me gusta de él y de nosotros como banda, es que muchas de sus letras no son necesariamente pre-ordenadas, porque él no está tratando de forzarlas. Muchas de sus letras son de su propia cabeza cuando, y cuando oye por primera vez la canción, hace que sea más natural, que es legítimamente lo que él está pensando y cómo se siente cuando escucha esa canción".

## Recepción

### Rankings
Con I Love You., la banda debutó en el número 39 en la lista álbumes Billboard 200. Su segundo y más popular sencillo, «Sweater Weather», encabezó la lista Alternative Songs de Billboard a principios de junio de 2013. y romper los diez primeros en la lista de Billboard Heatseekers. Rolling Stone estreno I Love You. el 16 de abril en su página web, y lo describieron como «atmosférico». El video para el segundo sencillo oficial de I Love You., «Sweater Weather», fue lanzado el 5 de marzo de 2013.

## Lista de canciones
- Edición estándar

| «I Love You» |                                   |          |  |
| N.º          | Título                            | Duración |  |
| 1.           | «How»                             | 5:14     |  |
| 2.           | «Afraid»                          | 4:11     |  |
| 3.           | «Everybody's Watching Me (Uh Oh)» | 3:58     |  |
| 4.           | «Sweater Weather»                 | 4:00     |  |
| 5.           | «Let It Go»                       | 3:17     |  |
| 6.           | «Alleyways»                       | 4:27     |  |
| 7.           | «W.D.Y.W.F.M.?»                   | 4:19     |  |
| 8.           | «Flawless»                        | 4:06     |  |
| 9.           | «Female Robbery»                  | 3:29     |  |
| 10.          | «Staying Up»                      | 4:28     |  |
| 11.          | «Float»                           | 4:21     |  |